# Fritz Peters (Archivar)
Fritz Peters (* 4. Mai 1903 in Bremen; † 24. März 1970 in Bremen) war ein deutscher Archivar und Heimatforscher in Bremen.

## Biografie
Peters wuchs im Ortsteil Bremen Ostertor auf und besuchte dort die Schule. 1917 wurde er Hilfsschreiber beim Staatsarchiv Bremen. Aufgrund seines besonderen Engagements wurde er 1942 Bürovorsteher des Staatsarchivs. Er war Mitglied der Historischen Gesellschaft Bremen und dort im Vorstand mit Friedrich Prüser und Wilhelm Lührs bis um 1970 aktiv. Er wurde 1950 in die Historische Kommission Niedersachsen und Bremen berufen. 1951 wurde er Archivamtmann und als Archivoberamtsrat trat er 1967 in den Ruhestand.
Peters war verheiratet und hatte Kinder; seine Tochter war mit dem Archäologen Karl Heinz Brandt verheiratet.

## Werke (Auswahl)
- Über bremische Firmengründungen in der ersten Hälfte des 19. Jahrhunderts (1814–1847). In: Bremisches Jahrbuch. Bd. 36 (1936), S. 306–361.
- Zwölf Jahre Bremen: 1921–1932; eine Chronik. Geist, Bremen 1938.
- Bedeutende Bremer: eine biographische Übersicht. Bremen 1942.
- mit Wilhelm Berner: 33 Jahre Bremer Schauspielhaus im Spiegel der Zeitkritik. Schünemann, Bremen 1943.
- Chronik der Druckerei H. M. Hauschild Bremen, gegründet 1854. Hauschild, Bremen 1948.
- Zwölf Jahre Bremen: 1933–1945; Eine Chronik. Historische Gesellschaft, Bremen 1951.
- mit Friedrich Prüser: Die Freie Hansestadt Bremen. Degener, Neustadt an der Aisch 1953 (Familiengeschichtlicher Wegweiser durch Stadt und Land; 18).
- mit Wilhelm Contag: 100 Jahre Deklarationsbüro und Zollgarantiekasse der Handelskammer Bremen: 1855–1955. Handelskammer Bremen, Bremen 1955 (Schriften zur bremischen Firmen- und Wirtschaftsgeschichte; 3).
- Über die Herkunft der bremischen Senatoren von der Verkündung der ersten demokratischen Verfassung bis zur Gegenwart (1849–1955). In: Jahrbuch der bremischen Wissenschaft (1955), S. 189–240.
- mit Wilhelm Berner: 33 Jahre Bremer Schauspielhaus im Spiegel der Zeitkritik. Schünemann, Bremen 1956.
- Freimarkt in Bremen: Geschichte eines Jahrmarkts. Schünemann, Bremen 1962.
- mit Wilhelm Lührs und Karl H. Schwebel: Bremische Biographie 1912–1962. Hrsg.: Historische Gesellschaft zu Bremen und Staatsarchiv Bremen, H. M. Hauschild, Bremen 1969 (Digitalisat).
- Zwölf Jahre Bremen: 1945–1956; eine Chronik. Hauschild, Bremen 1976, ISBN 3-920699-10-6.